# Drašković
Drašković – wieś w Chorwacji, w żupanii varażdińskiej, w gminie Breznica. W 2011 roku liczyła 415 mieszkańców.